# Abtsgmünd
Abtsgmünd là một đô thị ở huyện Ostalb, bang Baden-Württemberg, Đức. Đô thị này có diện tích 71,6 km2, dân số cuối năm 2021 là 7456 người.
Patrick Benedict Zimmer sinh ra ở đây.